# 25088 Yoshimura
25088 Yoshimura (tên chỉ định: 1998 RR19) là một tiểu hành tinh vành đai chính. Nó được phát hiện bởi dự án Nghiên cứu tiểu hành tinh gần Trái Đất Lincoln ở Socorro, New Mexico ngày 14 tháng 9 năm 1998. Nó được đặt theo tên Yoshimura Fumiya.